# Casablanca, Casablanca
Casablanca, Casablanca és una pel·lícula italiana del 1985 dirigida, coescrita i protagonitzada per Francesco Nuti.
La pel·lícula, seqüela de Io, Chiara e lo Scuro dirigida per Maurizio Ponzi (en la que va participar Nuti com a coguionista i actor principal), té un marc vinculat al joc del billar italià, i representa el debut com a director de Nuti.
En el títol, així com en el guió i les imatges, la referència a la pel·lícula de culte de 1942 Casablanca és evident.

## Argument
Florència. Francesco, enamorat de la música Chiara, abandona el billar per amor. Merlo, el company del campió de billar conegut com Lo Scuro, ofereix a Francesco la possibilitat de participar en el campionat del món de billar a Casablanca, però malgrat la importància del torneig Francesco dubta.
De fet, l'home sospita que la Chiara té un amant que es diu Daniel: un cop ella li confessa la traïció, expulsa a Chiara de casa i decideix tornar a jugar.
Per tant, Francesco marxa cap a Casablanca. Quan ja s'ha classificat per a les semifinals, un vespre troba la Chiara juntament amb el Daniel al Rick's Bar, una discoteca. Ella li confessa que va mentir sobre haver tingut relacions íntimes amb Daniel, i els dos passen la nit junts. L'endemà al matí, Francesco arriba tard a la partida i, per tant, és desqualificat.
Scuro, tot i que era subcampió i sempre havia presumit de ser el millor, aleshores va decidir cedir-li el seu lloc a la final: un partit a Goriziana amb 1.000 punts contra el gran Domingo Acànfora.
Després d'haver estat en desavantatge durant gairebé tota la partida, Francesco executata un flautí reial i guanya el partit i el títol mundial, entre els aplaudiments del públic.
El nou campió del món intenta convèncer la Chiara perquè es quedi una setmana més a Casablanca, però ella insisteix, reiterant que ha de marxar al El Caire per compromisos laborals previs, convèncer-lo perquè marxi amb ella.
Durant el viatge li confia el seu desig de passar el Nadal junts, però Chiara es reserva el dret d'avaluar la proposta, donada la densa xarxa de compromisos a l'agenda.
Busquen el Rick's Bar per prendre una copa al lloc on es van conèixer però no el troben, així que van a l'aeroport.
Llavors Francesco l'acompanya a l'aeroport, on en l'últim moment canvia d'opinió, dient que no la seguirà, per massa compromisos, que semblen desmentir l'amor que diu sentir per ell. Així que torna a la ciutat i per casualitat troba el Rick's Bar. Entra i és rebut amb el "de sempre" i la música.
Poc després arriba la Chiara i ha decidit no marxar per quedar-se amb ell demostrant el seu amor.

## Repartiment
- Francesco Nuti: Francesco Piccioli conegut com "el toscà"
- Giuliana De Sio: Chiara
- Daniel Olbrychski: Daniel, l'amant de Chiara
- Domenico Acanfora: Acanfora
- Marcello Lotti: lo Scuro
- Novello Novelli: Merla
- Carlo Monni: el cambrer
- Alfred Thomas: Sam, el pianista
- Franco Adducci: el propietari de la sala de billar

## Recepció
La pel·lícula va ocupar el lloc 24 entre les 100 pel·lícules més taquilleras de la temporada de cinema italià 1984-1985

## Premis
- David di Donatello 1985
  - millor actor protagonista (Francesco Nuti)[3]
- Festival Internacional de Cinema de Sant Sebastià 1985
  - Premi CIGA per Nous Realitzadors[4]